# جاك كوريغان
جاك كوريغان (بالإنجليزية: Jack Corrigan)‏ هو معلق رياضي أمريكي، ولد في 12 سبتمبر 1952 في كليفلاند في الولايات المتحدة.